# 秋山和平
秋山 和平（あきやま かずへい、1935年4月3日 - ）は、NHK放送研修センター日本語センター専門委員、NHKアナウンサー。

## 経歴
三重県立津高等学校、早稲田大学第一文学部国文学科卒業。同大学卒業後の1958年4月に、NHKにアナウンサーとして入局。『暮らしの経済』『話し言葉講座』などを担当。アナウンス室チーフアナウンサー、中央研修所放送研修部教授、アナウンス室次長、1990年5月、編成局アナウンス室長。1992年2月、NHK放送研修センター日本語センターエグゼクティブアナウンサーとなり、1996年8月、日本語センター音声表現研究開発室長。のち日本語センター専門委員となる。日本音声学会会員。

## 現在の担当番組
- 私の日本語辞典

## 過去の担当番組
- 暮らしの経済
- 女性手帳（1968年度（9月・10月・1969年2月）・1969年度（8月）の大阪制作分）
- 話し言葉講座[1]
- NHKニュース（主として土曜夜〜日曜早朝）

その他

## 著書
- 『人をひきつける話し方』、学事出版、1998年6月。ISBN 978-4761905750
- 『子どもを伸ばす話しことば―母親と教師は、いま何をすべきか』、祥伝社、1994年3月。ISBN 978-4396500382
- 『あなたが生きる話し方』、日本放送出版協会、2000年3月。ISBN 978-4140111352
- 『プロが教える人をひきつける話し方』、教育実務センター、2004年11月。ISBN 978-4902773002

## 同期のアナウンサー
- 野際陽子：1962年に退職

※ 秋山の入局と同年に日本教育テレビアナウンサーになった押坂忍も、ともにNHKで教育を受けている。